# Jägaråsen
Jägaråsen är ett naturreservat i Kungsörs kommun i Västmanlands län.
Området är naturskyddat sedan 2006 och är 73 hektar stort. Reservatet ligger vid sydvästra stranden av fjärden Galten och omfattar en rullstensås som på toppen är bevuxen med tall och nedanför av ask, ek, lind och bok.